# یواس‌اس رادرو (دی‌یی-۲۲۴)

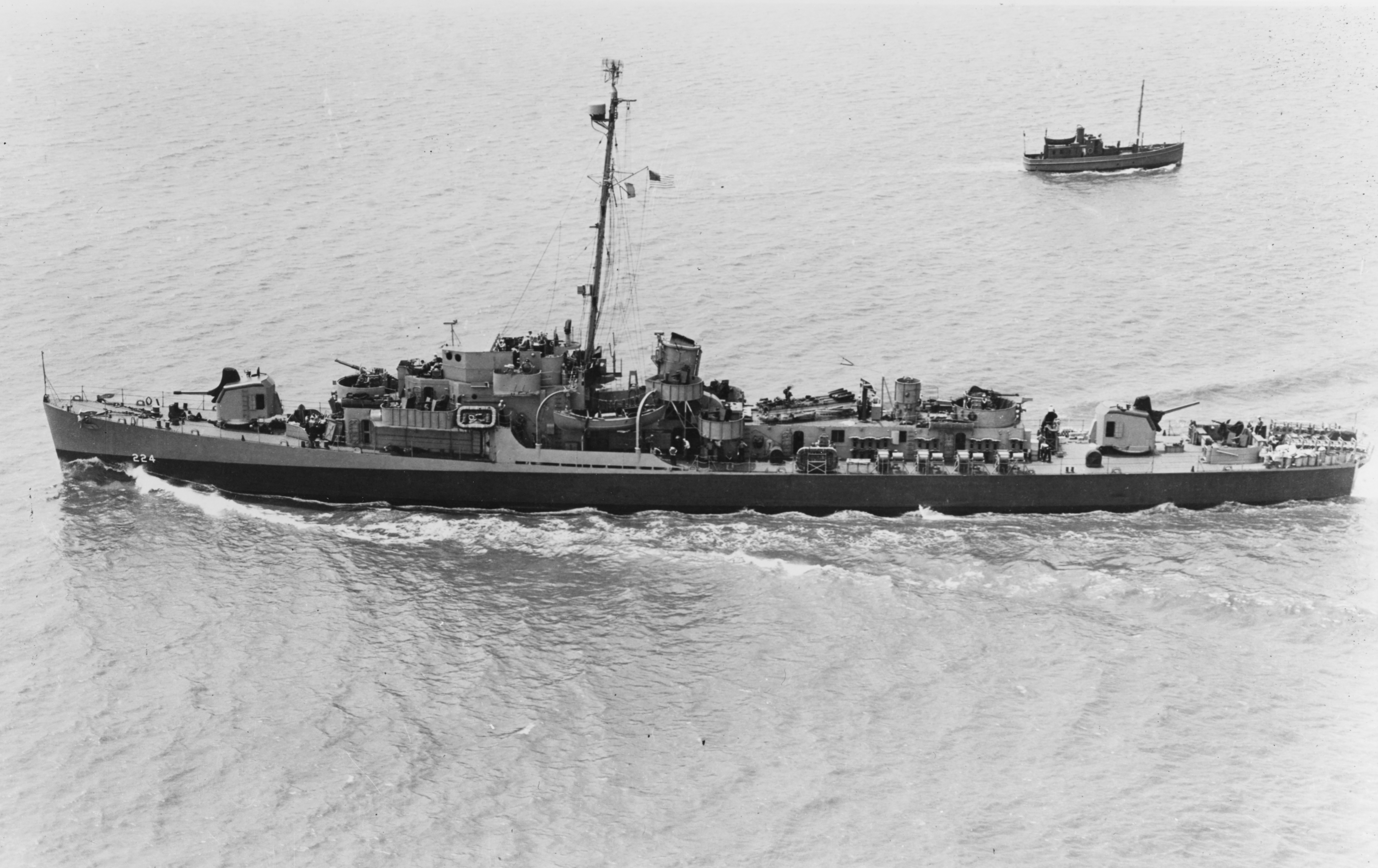
ناوشکن نیروی دریایی ایالات متحده USS Rudderow (DE-224) را در 15 ژوئیه 1944 در نزدیکی کشتی سازی نیروی دریایی فیلادلفیا، پنسیلوانیا (ایالات متحده آمریکا) اسکورت کرد.

یواس‌اس رادرو (دی‌یی-۲۲۴) (به انگلیسی: USS Rudderow (DE-224)) یک کشتی بود که طول آن ۳۰۶ فوت (۹۳ متر) بود. این کشتی در سال ۱۹۴۳ ساخته شد.